# Charadra moneta
Charadra moneta là một loài bướm đêm thuộc họ Noctuidae. Nó được tìm thấy ở miền trung và miền đông Arizona (Coconino và Apache Cos.), the San Mateo Mountains của New Mexico, the Guadalupe Mountains of New Mexico và Texas, và the Big Bend region of Texas; phía nam đến the Sierra Madre in Nuevo Leon, miền bắc México.
Chiều dài cánh trước là 18 mm đối với con đực và 19 mm đối với con cái. Con trưởng thành bay từ tháng 3 đến tháng 6 (Arizona, Texas, và New Mexico) và tháng 9 (Mexico), possibly indicating two hoặc more broods.
Ấu trùng ăn Quercus gambelii.